# Ferdinand Barrot

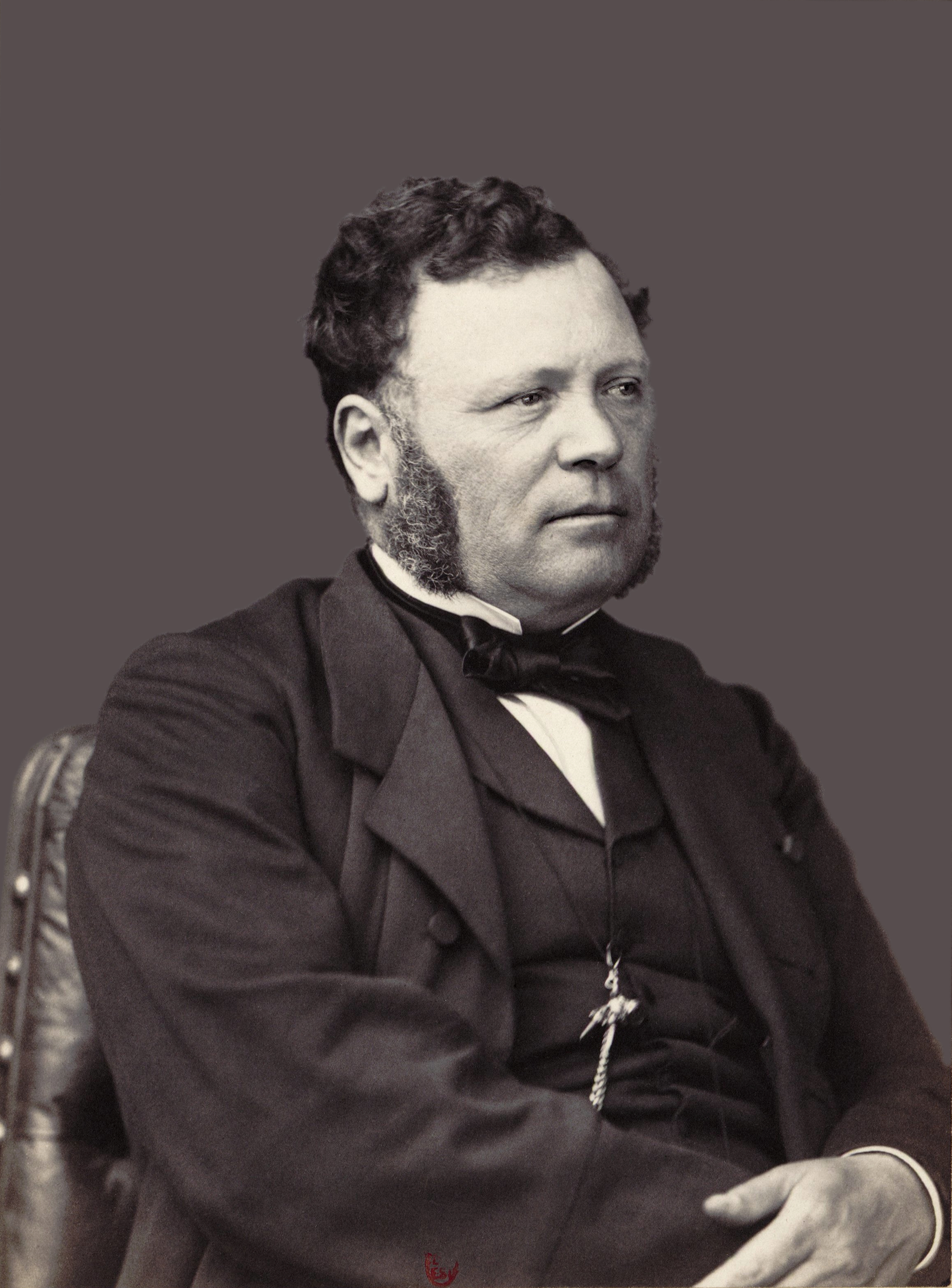
Ferdinand Barrot, 1860

Ferdinand Victorin Barrot (* 10. Januar 1806 in Paris; † 12. November 1883 ebenda), Sohn von Jean-André Barrot und Bruder von Odilon und Adophe Barrot, war ein französischer Jurist und Politiker. Als Anhänger Louis-Napoléon Bonapartes war er unter anderem von 1849 bis 1850 französischer Innenminister.

## Leben
Barrot studierte Rechtswissenschaften und ließ sich als Anwalt nieder. Er verteidigte in der Zeit der Julimonarchie unter anderem Oberst Vaudrey, der im Oktober 1836 in einem Putschversuch Louis-Napoléon Bonapartes in Straßburg verwickelt war, 1839 den Republikaner Armand Barbès und schließlich 1840 Napoléon selbst nach einem weiteren Putschversuch in Boulogne-sur-Mer.
Am 9. Juli 1842 wurde Barrot in die Deputiertenkammer gewählt und nahm dort einen Sitz in der Mitte der Linken ein. Er kümmerte sich während seiner Zeit im Parlament bis 1848 um algerische Angelegenheiten und konnte von Algerien große Gebietskonzessionen erlangen. Am 18. Juni 1848 wurde er als Nachfolger Alexandre Ledru-Rollins zum Repräsentanten Algeriens in der Nationalversammlung ernannt. Zunächst erfolglos bei den Wahlen vom 23. Mai 1849 konnte Barrot bei den Nachwahlen im Département Seine einen Sitz in der gesetzgebenden Versammlung erlangen und stimmte dort meist mit der Rechten ab.
Napoléon III. ernannte ihn nach seiner Machtübernahme 1849 zum Generalsekretär und am 31. Oktober 1850 zum Innenminister. Nachdem am 15. März 1850 Jules Baroche sein Ministeramt übernahm, wurde Barrot als Botschafter nach Turin entsandt. Nach dem Staatsstreich vom 2. Dezember 1851 wurde er in den Conseil d’État und am 4. März 1853 in den Senat aufgenommen. Nach dem Ende des Zweiten Kaiserreichs nahm Barrot nicht am politischen Leben Frankreichs teil, bis er erfolglos am 16. Mai 1877 mit Marschall Mac-Mahons Unterstützung zur Wahl der Nationalversammlung antrat. Am 4. Dezember 1877 errang er einen ständigen Sitz im Senat.
Barrot wurde am 12. August 1857 zum Großoffizier der Ehrenlegion ernannt.